# Barbara colfaxiana
Barbara colfaxiana är en fjärilsart som beskrevs av William Dunham Kearfott 1907. Barbara colfaxiana ingår i släktet Barbara och familjen vecklare. Inga underarter finns listade i Catalogue of Life.